# Битва под Брацлавом
Битва под Брацлавом произошла 26 августа 1671 во время польско-казацко-татарской войны 1666—1671 гг.

## Предыстория
С осени 1670 года стали ухудшаться отношения между гетманом Дорошенко и Речью Посполитой, поскольку Сейм признал гетманом М. Ханенко, которого Дорошенко провозгласил «предателем» и начал подготовку к войне. С ноября 1670 года польские подразделения, которые находились под Каменцем, начали опустошать земли Подольского полка. В начале 1671 года сын Подольского судьи Кавецкого убил посланников Дорошенко к коронному гетману Яна Собеского. 24 января 1671 года король Михаил Корибут Вишневецкий обратился к казакам и старшинам с универсалом, в котором призвал: «соберите чёрную раду, разорвите соглашение с Портой, „снесите Украинское хозяйство“ (в смысле, государство), утвердите „безопасность и спокойствие“ и „обороните целостность Отечества Короны Польской“. В инструкции послу Николаю Рачковскому предлагалось обратить особое внимание на деятельность И. Тукальского, который „никогда не желал господства короля, но стоит на том — хозяином сделать Дорошенко, а себя патриархом“. Посол в Османской империи должен был предостеречь её правительство, что амбициозный киевский митрополит добивается, „чтобы независимый патриархат Русский был создан и сам ним (патриархом) хочет стать“.
Реально оценивая нарастание угрозы, Дорошенко в начале апреля направил письмо бранденбургскому курфюрсту Фридриху Вильгельму, призывая его завладеть польской короной и обещая предоставить военную помощь. Однако письмо не дошло до адресата, поскольку было перехвачено поляками.
С помощью нескольких тысяч буджацких татар наказной гетман Дорошенко Остап Гоголь с казаками Подольского полка во второй декаде марта 1671 года отправился в Летичевский уезд и начал военную акцию против поляков и Ханенко. Были опустошены поселения подольского судьи (Масовцы, Перховцы, Черепово и другие), окрестности Бара, Меджибожа, Деражне, Старой и Новой Сеняв, Зинькова и Гусятина. Отряды повстанцев, возглавляемые Иваном Кияшко, вместе с татарами прошли окраину Дунаевцев и напали на Кульчиевцы, Борышковцы и другие поселения. По свидетельству одного из шляхтичей, вокруг Каменца царило такое запустение, что „ни одного мужика нигде не было“ и „плуг этой весной ни на одной пашне не был“.

## Подготовка Речи Посполитой к походу на Дорошенко
13 мая 1671 года в Варшаве состоялся военный совет, который одобрил предложенный Яном Собеским план кампании против Дорошенко. Король издал третье воззвание для выдвижения войск. Подразделения коронного войска начали подготовку к походу. 17 июня 1671 года Габриэль Сильницкий внезапно напал на окраины Могилева-Подольского, „снося огнем и мечом села“. Вырезав пригороды („женщин и детей кровь струилась до Днестра“), он попытался овладеть Могилевом, но попал под сильный огонь казацких самопалов, понес большие потери и, по свидетельству Я. Дробыша Тушинского, „с конфузией вернулся обратно“. Польские корогвы расположились в Баре, Солобковцах, Микулинцах, Дунаевцах, Студенице и Китайгороде.
Около 20 июля П. Дорошенко начал осаду Белой Церкви и выслал на Подолье приказного гетмана, своего брата Григория, с 2 тысячами казаков. На помощь хану для борьбы с казаками Ханенко и запорожцами отправился Кальницкий полк. Имея под рукой не больше 6-8 тысяч казаков (остальные находилась в залогах) и 5-6 тысяч татар, гетман решил, избегая открытого боя, истощить силы поляков обороной городов и, дождавшись подхода орды, перейти в контрнаступление. Большинство Белгородской орды, которая прибыла к Григорию Дорошенко, получив ложную весть о приближении движенья, поспешно покинула Подолье.

## Наступление Собеского
24 июля 1671 года во главе 6-тысячного (Смолий и Степанков пишут о 7 тысячах вместе со слугами) войска Ян Собеский выступил в поход и 30 июля 1671 года уже был в Каменце, готовый к систематическому наступлению на Подолье. Когда до Собеского, что стоял с войском под Оринином (близ Каменца), дошла весть о том, что туда уходят значительные силы татар, гетман Собеский решил, что это идеальный момент для начала наступательных действий. Узнав также о намерении М. Ханенко во главе 16 тысяч казаков и 5 тысяч татар ударить по Крыму, он послал польному гетману Дмитрию Вишневецкому приказ отправляться к Бару для соединение с ним. 20 августа 1671 года Ян Собеский, поставив вокруг Каменца всю артиллерию, за исключением 6 пушек, и полк под командой генерала-майора Корицкого, отправился с конницей и драгунами против казацко-татарских войск через Зеленчев, Солобковцы, Зеньков, Дашковцы и 23 августа, обойдя Бар, прибыл к Маньковцеву (незадолго до этого сожженное село на расстоянии мили от Бара), где объединился с группировкой Д. Вишневецкого (Смолий и Степанков пишут: „Учитывая, что по дороге в ряды войска влился также полк брацлавского воеводы, его общая численность возросла до 14-15 тыс. человек (вместе со слугами)“, однако это не учитывает оставленного в старом лагере полка Корицкого; наверное, общее количество войска равнялась 6 тысячам).
Разведка доложила гетману, что силы противника находятся не в Виннице, как считал Собеский, а около городка Пещеры. Коронный гетман быстро направился (оставив позади под охраной драгун свои пушки и повозки) через Станиславчик, Потоки и Ворошиловку к Пещерам, где надеялся внезапным ударом разгромить Дорошенко и татар. Однако наказной гетман казацкий, вовремя предупрежденный разведчиками об этом замысле (польское войско столкнулось с татарами на переходе от Потоков к Ворошиловке и не смогло помешать им отойти к своим главным силам), отступил к Брацлаву, на расстоянии мили от Пещер. Следует отметить, что, начиная с окрестностей Бара, население крайне враждебно относилось к польскому войску и всячески поддерживало казаков и татар. В письме к жене коронный гетман сетовал: „… днем и ночью через плохие и тяжелые переправы мы спешили, чтобы неожиданно на месте застать врага. Но теперь этого, в частности, в этих краях, и ступить нельзя, потому что и мужики и весь этот народ лоялен к нашим врагам“.

## Битва
Несмотря на то, что войска Собеского шли ночным маршем по бездорожью, им не удалось неожиданно ударить по противнику. Уведомленные о его подходе, казаки и татары укрылись в Остроге, причём казаки заняли верхний город, а татары нижний. Брацлав, столичный город воеводства, людное, торговое, богатое место, состояло из двух частей: нижней, укрепленной плохим валом, но просторной, с тремя церквями и внушительным казачьим населением, а также верхней, с сильной крепостью, поскольку скалистая гора, на которой он построен, была защищена обрывами и рекой Буг с севера, а с юга была защищена сильными валами, палисадами и сухим рвом. С западной стороны её защищало большое озеро, отделявшее две части Брацлава.
25 августа Собеский уже стал лагерем возле Брацлава, и под конец дня к нему подошла его артиллерия и драгуны. 26 августа 1671 года началась битва. План Собеского заключался в том, чтобы выманить казацко-татарское войско из Брацлава в поле и разбить его.
Собеский попытался выманить противника в поле наступлением двух хоругвей с одной стороны и нескольких сотен лёгкой конницы под предводительством своего надворного ротмистра Мячинского со второй, но этот план не удался: татары прятались за валами. Тогда Ян Собеский направил свои силы в промежуток между старым и новым городами чтобы отсечь таким образом казаков от татар. В авангарде атаки шли хоругви стражников Бидзинского и Збружека, затем полки Сенявского и двух Потоцких; за ними ударило правое крыло под предводительством Яблоновского (7 собственных хоругвей Яблоновского и полк киевского воеводы Анджея Потоцкого); наконец, Дмитрий Вишневецкий с полками своего (левого) крыла (5 собственных хоругвей и полк под командой Собеского Иеронима Любомирского). Авангард ворвался в нижний город и чуть ли не в саму замковую браму, несмотря на сильный огонь из пушек и казацких ружей. Татары и не опомнились, как оказались отрезаны от замка и зажаты между поляками перед замком и трясиной с западной стороны.
Татары обратились в бегство, в погоню за ними двинулись почти все силы Собеского. Собеский оставил у города Поляновского со всеми гусарскими хоругвями и генерала артиллерии Контского с костяком драгунов де Бохана и двумя эскадронами рейтарии Бужинского, предостерегши, чтобы они не штурмовали замок, в котором засел хорошо вооруженный полк казаков.
Бегущих татар преследовали вплоть до Батога, находящегося на расстоянии 30 км, и полностью их рассеяли. Татарам не помогло даже то, что в Ладыжине мещане дали татарам свежих лошадей и встретили поляков огнем из пушек. Казаки оборонялись в верхнем городе, но видя поражение и бегство татар, сдались. Эмир Али, командовавший татарским войском, утверждал, что татары потеряли в битве 500 человек убитыми.

## По битве
Несмотря на разгром татар, Ян Собеский решил увести войско под Бар, куда прибыл 30 августа. Здесь он надеялся дождаться короля с подкреплением и подразделениями коронного и литовского войск. Сдались полякам Кнут, Четвертинное, Немиров, Ладыжин, Красное, Шаргород и Браилов; Дзялов они захватили штурмом.
Узнав о поражении татар, Пётр Дорошенко 3 сентября 1671 года снял осаду Белой Церкви и отошел к Умани.